# Dolina Mułowa

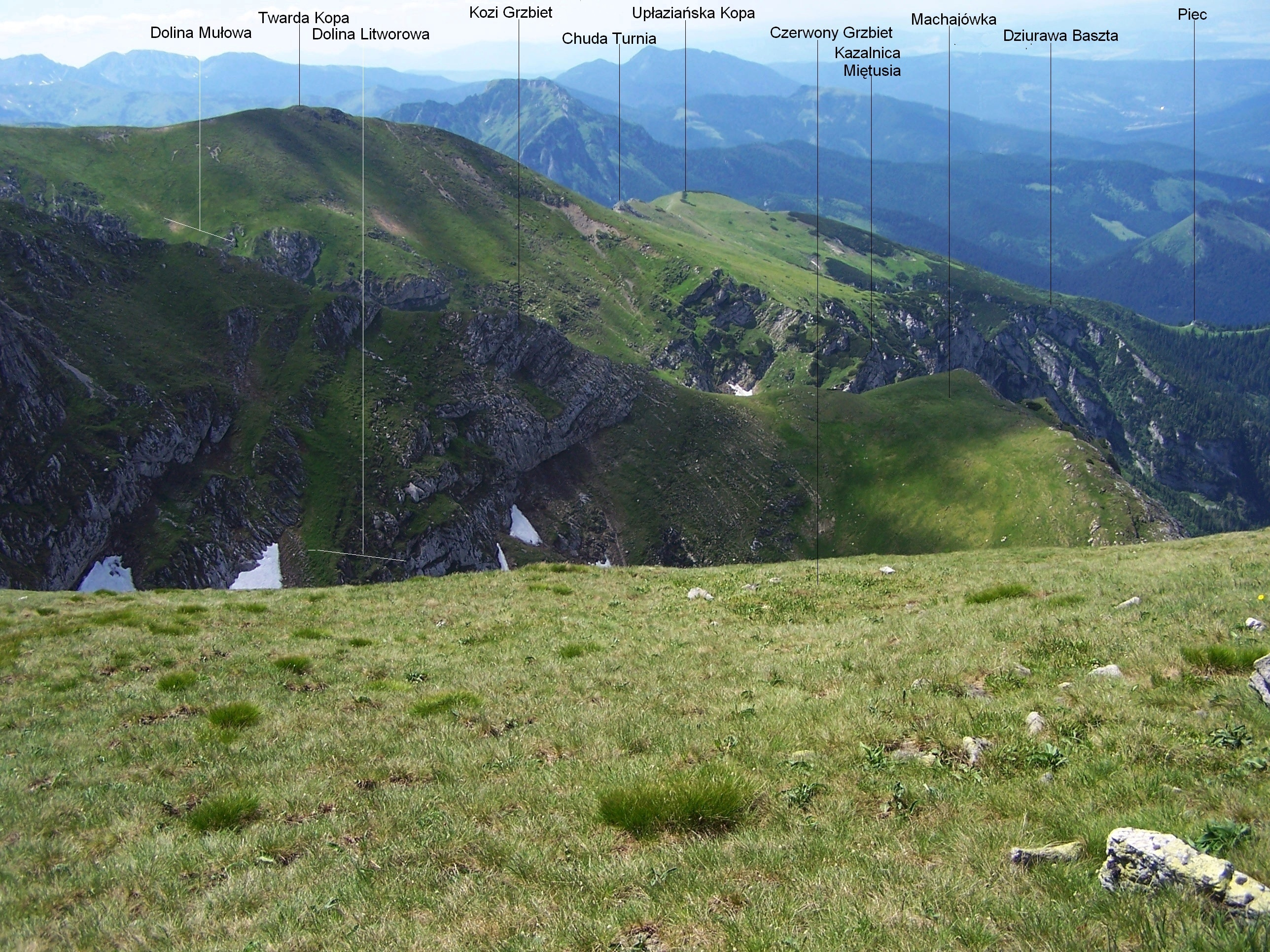
Blick vom Czerwony Grzbiet

Die eiszeitlich durch Gletscher geformte Dolina Mułowa ist ein Tal in der polnischen Westtatra in der Woiwodschaft Kleinpolen. Es befindet sich auf dem Gemeindegebiet von Kościelisko im Powiat Tatrzański.

## Geographie
Das Tal ist ein  Seitental des Tals Dolina Miętusia, das wiederum ein Seitental des Haupttals Dolina Kościeliska ist, und ist von bis zu 2122 Meter hohen Bergen umgeben, u. a. der Krzesanica. Die Felswände im Tal sind aus Kalkstein.
Das Tal fällt von Süden nach Norden von 2122 Höhenmetern herab. Die Gewässer des Tals fließen unterirdisch. 
Im Tal gibt es zahlreiche Höhlen, unter anderem die Dziura w Krzesanicy I und Dziura w Krzesanicy II.

## Flora und Fauna
Das Tal liegt oberhalb und unterhalb der Baumgrenze und wird im oberen Bereich von Bergkiefern und im unteren Bereich von Nadelwald bewachsen. Das Tal ist Rückzugsgebiet für zahlreiche Säugetiere und Vogelarten.

## Klima
Im Tal herrscht Hochgebirgsklima.

## Almwirtschaft
Vor der Errichtung des Tatra-Nationalparks im Jahr 1954 wurde das Tal für die Almwirtschaft genutzt. Danach wurden die Eigentümer der Almen enteignet bzw. zum Verkauf gezwungen. Die größte Alm im Tal war die Hala Miętusia. Im Tal befinden sich noch alte Almhütten.